# Edet, Piteå kommun
Edet är en småort i Piteå socken i Piteå kommun, Norrbottens län. Edet ligger strax norr om länsväg 373.